# Nombres 9 000 à 9 999
Pour les normes voir ISO 9000
Cet article recense quelques entiers naturels ayant des propriétés remarquables et inclus dans l'intervalle allant de 9 000 et 9 999, tous deux inclus.
Attention : tous les nombres premiers de cet intervalle ne sont pas encore mentionnés.

## 9 000 - 9 249
- 9000 - nombre rond
- 9001 - nombre premier
- 9007 - nombre premier
- 9009 - nombre cubique centré
- 9011 - nombre premier
- 9025 - 952, nombre octogonal centré
- 9029 - nombre premier de Sophie Germain
- 9045 - nombre triangulaire
- 9049 - nombre premier
- 9059 - nombre premier de Sophie Germain
- 9072 - nombre décagonal
- 9091 - nombre premier unique
- 9126 - nombre pyramidal pentagonal
- 9139 - nombre tétraédrique
- 9151 - nombre premier
- 9180 - nombre triangulaire
- 9199 - nombre premier
- 9216 - 962
- 9221 - nombre premier de Sophie Germain
- 9224 - nombre octaédrique
- 9241 - nombre premier cubain de la forme x = y + 1

## 9 250 - 9 499
- 9272 - nombre étrange
- 9277 - nombre premier
- 9283 - nombre heptagonal centré
- 9293 - nombre premier de Sophie Germain
- 9311 - nombre premier
- 9316 - nombre triangulaire
- 9334 - nombre ennéagonal
- 9337 - nombre premier
- 9349 - nombre premier de Lucas
- 9371 - nombre premier de Sophie Germain
- 9377 - nombre premier
- 9391 - nombre premier
- 9397 - nombre premier
- 9409 - 97², nombre octogonal centré
- 9419 - nombre premier de Sophie Germain
- 9421 - nombre premier
- 9433 - nombre premier
- 9453 - nombre triangulaire
- 9455 - nombre carré pyramidal
- 9457 - nombre décagonal
- 9467 - nombre premier sûr
- 9473 - nombre premier de Sophie Germain
- 9479 - nombre premier de Sophie Germain

## 9 500 - 9 749
- 9511 - nombre premier
- 9539 - nombre premier de Sophie Germain
- 9587 - nombre premier sûr
- 9591 - nombre triangulaire
- 9604 - 982
- 9629 - nombre premier de Sophie Germain
- 9631 - nombre premier
- 9647 - nombre heptagonal centré
- 9677 - nombre premier
- 9689 - nombre premier de Sophie Germain
- 9699 - nombre ennéagonal
- 9719 - nombre premier
- 9730 - 139e nombre triangulaire (donc 70e nombre hexagonal et 47e nombre ennéagonal centré)
- 9733 - nombre premier
- 9743 - nombre premier sûr
- 9749 - nombre premier

## 9 750 - 9 999
- 9781 - nombre premier
- 9791 - nombre premier de Sophie Germain
- 9801 - 99², nombre octogonal centré
- 9811 - nombre premier
- 9829 - nombre premier
- 9833 - nombre premier
- 9839 - nombre premier sûr
- 9851 - nombre premier
- 9850 - nombre décagonal
- 9855 - constante magique du carré magique n×n et du problème des n dames pour n = 27.
- 9870 - nombre triangulaire
- 9871 - nombre premier
- 9880 - nombre tétraédrique
- 9883 - nombre premier
- 9887 - nombre premier sûr
- 9901 - nombre premier unique
- 9907 - nombre premier
- 9929 - nombre premier
- 9931 - nombre premier
- 9941 - nombre premier
- 9949 - nombre premier
- 9967 - nombre premier
- 9 973 - nombre premier (le dernier avant la borne 10 000)
- 9999 - nombre de Kaprekar